# 佐藤丈晟
佐藤 丈晟（さとう じょうせい、2004年10月28日 - ）は、大分県出身のプロサッカー選手。Jリーグ・大分トリニータ所属。ポジションはミッドフィールダー。

## 来歴
高校進学時に大分トリニータU-18に入団。2年生時の2021年8月、トップチームに天皇杯限定で出場選手登録されると、4回戦のザスパクサツ群馬戦で同じくU-18所属の保田堅心、後藤響と共に途中交代からトップチームデビューを果たした。
翌2022年4月、トップチームに2種登録されると、カップ戦計3試合に出場し、同年の天皇杯2回戦・FC神楽しまね戦において自身トップチーム公式戦初得点を記録した。7月7日、来季からのトップチーム昇格が発表された。11月3日から13日にはU-18日本代表に選出され、スペイン遠征に参加した。
2023年2月に右足関節外側靭帯損傷の怪我を負ったが、5月21日のJ2第17節、V・ファーレン長崎戦で初めてベンチメンバーに入り、後半23分より途中出場、Jリーグデビューとなった。

## 所属クラブ
- カティオーラFC U-12
- カティオーラFC U-15
- 2020年 - 大分トリニータU-18
  - 2021年8月 - 同年12月 大分トリニータ（2種登録選手※天皇杯のみ登録）
  - 2022年4月 - 同年12月 大分トリニータ（2種登録選手）
- 2023年 - 大分トリニータ

## 個人成績
| 国内大会個人成績 | 国内大会個人成績 | 国内大会個人成績 | 国内大会個人成績 | 国内大会個人成績 | 国内大会個人成績 | 国内大会個人成績 | 国内大会個人成績 | 国内大会個人成績 | 国内大会個人成績 | 国内大会個人成績 | 国内大会個人成績 |
| 年度             | クラブ           | 背番号           | リーグ           | リーグ戦         | リーグ戦         | リーグ杯         | リーグ杯         | オープン杯       | オープン杯       | 期間通算         | 期間通算         |
| 年度             | クラブ           | 背番号           | リーグ           | 出場             | 得点             | 出場             | 得点             | 出場             | 得点             | 出場             | 得点             |
| 日本             | 日本             | 日本             | 日本             | リーグ戦         | リーグ戦         | リーグ杯         | リーグ杯         | 天皇杯           | 天皇杯           | 期間通算         | 期間通算         |
| ---------------- | ---------------- | ---------------- | ---------------- | ---------------- | ---------------- | ---------------- | ---------------- | ---------------- | ---------------- | ---------------- | ---------------- |
| 2021             | 大分             | 24               | J1               | -                | -                | -                | -                | 1                | 0                | 1                | 0                |
| 2022             | 大分             | 35               | J2               | 0                | 0                | 2                | 0                | 2                | 1                | 4                | 1                |
| 2023             | 大分             | 35               | J2               | 1                | 0                | -                | -                | 1                | 0                | 2                | 0                |
| 2024             | 大分             | 35               | J2               | 3                | 0                | 0                | 0                | 3                | 0                | 6                | 0                |
| 2025             | 大分             | 35               | J2               |                  |                  |                  |                  |                  |                  |                  |                  |
| 通算             | 日本             | 日本             | J1               | 0                | 0                | 0                | 0                | 1                | 0                | 1                | 0                |
| 通算             | 日本             | 日本             | J2               | 4                | 0                | 2                | 0                | 6                | 1                | 12               | 1                |
| 総通算           | 総通算           | 総通算           | 総通算           | 4                | 0                | 2                | 0                | 7                | 0                | 13               | 1                |

※2021年 - 2022年は2種登録選手として出場
- Jリーグ初出場 - 2023年5月21日 J2第17節 V・ファーレン長崎戦（レゾナックドーム大分）

## 代表歴
- U-18日本代表
  - スペイン遠征（2022年）
  - IBARAKI Next Generation Cup 2022（2022年）